# Lucia Ďuriš Nicholsonová
Lucia Ďuriš Nicholsonová (ur. 28 listopada 1976 w Bratysławie) – słowacka polityk i dziennikarka, posłanka do Rady Narodowej, deputowana do Parlamentu Europejskiego IX kadencji.

## Życiorys
W 1995 ukończyła szkołę średnią Gymnázium Metodova w Bratysławie. Od 1998 pracowała jako dziennikarka i redaktor m.in. w telewizjach VTV, TV Luna, TA3 i STV oraz dzienniku „SME”. W latach 2003–2004 mieszkała ze swoim ówczesnym mężem, dziennikarzem Tomem Nicholsonem, w Kanadzie, gdzie ukończyła roczny kurs języka angielskiego w Ottawie. Współpracowała tam z lokalną telewizją Coggecco 13. W 2007 została dyrektorem w prywatnym przedsiębiorstwie zajmującym się m.in. doradztwem medialnym.
Zaangażowała się w działalność polityczną w ramach partii Wolność i Solidarność. W wyborach w 2010 po raz pierwszy uzyskała mandat posłanki do Rady Narodowej. W 2012 i 2016 z powodzeniem ubiegała się o reelekcję. W rządzie Ivety Radičovej od 2010 pełniła funkcję sekretarza stanu w resorcie pracy, spraw społecznych i rodziny.
W 2019 została wybrana na deputowaną do Parlamentu Europejskiego IX kadencji, w którym objęła funkcję przewodniczącej Komisji Zatrudnienia i Spraw Socjalnych. W 2020 ponownie natomiast uzyskała mandat posłanki do Rady Narodowej, jednak odmówiła jego objęcia. W 2021 zrezygnowała z członkostwa w partii SaS. W 2023 założyła ugrupowanie pod nazwą Jablko.

## Życie prywatne
Jej pierwsze małżeństwo z Tomem Nicholsonem, z którym ma dwoje dzieci, zakończyło się rozwodem. Jej drugim mężem został Peter Ďuriš, z którym ma jedno dziecko.